# История почты и почтовых марок Гвинеи-Бисау
История почты и почтовых марок Гвинеи-Бисау описывает развитие почтовой связи в Гвинее-Бисау, государстве в Западной Африке со столицей в Бисау, граничащем с Сенегалом на севере и Гвинеей на юге и востоке, с Атлантическим океаном на западе, в периоды существования колонии Португальская Гвинея (1874—1951), заморской провинции Португалии (1951—1974), Республики Гвинея-Бисау (с 1974).
Гвинея-Бисау входит в число стран — участниц Всемирного почтового союза (ВПС; с 1974), а её нынешним национальным почтовым оператором является ? (фр. ).

## Выпуски почтовых марок

### Португальская Гвинея

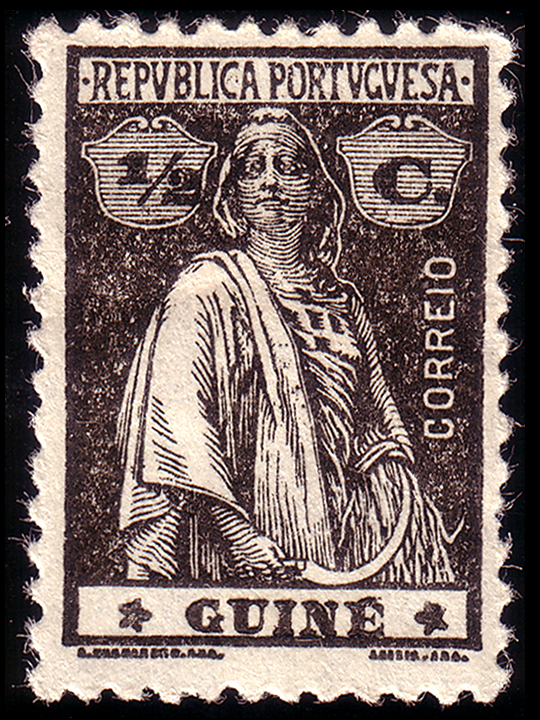
Почтовая марка из серии «Жница» Португальской Гвинеи, 1914 г.

Почтовые марки Островов Зелёного Мыса находились в обращении на территории современной Гвинеи-Бисау с 1877 года. Первые почтовые марки Португальской Гвинеи были выпущены в 1881 году и представляли собой надпечатки порт. Guiné («Гвинея») на почтовых марках Островов Зелёного Мыса. Первая серия стандартных марок была выпущена в 1886 году.
В 1898 году для всех африканских колоний Португалии была эмитирована серия памятных марок в честь 400-летия открытия Васко-да-Гамой морского пути в Индию с надписью порт. «Africa. Соrreio» («Африка. Почта»).
В 1913 году на памятной серии «Васко да Гама» Макао, Тимора и Португальской Африки были сделаны надпечатки тарифов в новой валюте для Португальской Гвинеи. Серия «Жница» выпускалась в Португальской Гвинее с 1914 года.
В 1939 году вышли первые памятные марки колонии.
В 1946 году был выпущен первый почтовый блок Португальской Гвинеи.

### Независимость
Первые почтовые марки независимой Гвинеи-Бисау были выпущены в 1974 году.
С 1976 года выпуск почтовых марок нового государства был доверен заграничным филателистическим агентствам. После этого Гвинея-Бисау эмитировала множество почтовых марок, ориентированных на филателистический рынок.
Олимпийским играм в Москве были посвящены 6 почтовых марок, 7 почтовых блоков, 6 малых листов, все с зубцами и без зубцов. Советско-американский космический полёт «Союз—Аполлон» также был отмечен почтовыми выпусками.

## Другие виды почтовых марок
В Португальской Гвинее также были в обращении газетные, доплатные, налоговые, авиапочтовые марки (с 1938 года). Так, в 1919 году находилась в обращении серия из трёх почтово-налоговых марок Португальской Африки с надпечаткой чёрного, оранжевого или карминного цвета порт. «Taxa de Guerra» («Военный налог»), а в 1945 году опять же для всех колоний была издана серия доплатных марок девяти номиналов с надписью порт. «Imperio colonial portugues» («Португальская колониальная империя»). Надпись на доплатных марках Португальской Гвинеи: «Porteado a receber» («Взыскать с получателя»).